# Suceava (stad)
Suceava is een stad in het noordoosten van Roemenië. Het is de hoofdstad van het gelijknamige district en de voornaamste stad van het Roemeense gedeelte van de Boekovina. De stad telt 105.865 inwoners (2002). Suceava ligt aan de rivier de Suceava, een zijrivier van de Siret. Suceava is sinds 1990 een universiteitsstad. 
Het is vaak het vertrekpunt voor bezoekers van de beroemde beschilderde kerken in Moldavië, die opgenomen zijn in de Werelderfgoedlijst van UNESCO. In de stad bevindt zich het klooster van Sint-Jan-de-nieuwe met de beschilderde kerk van Sint-Joris.

## Geschiedenis
Suceava werd in 1359 de eerste hoofdstad van het vorstendom Moldavië. Het was dan ook de residentie van een bekende woiwode als Stefan de Grote (Ştefan cel Mare, de universiteit is naar hem genoemd). In 1565 verplaatsten de Moldavische woiwoden hun zetel naar Iaşi, dat sindsdien de voornaamste stad van Moldavië is. In 1775 kwam Suceava in Oostenrijkse handen: tot 1919 (Verdrag van St.Germain) bleef de stad tot Oostenrijk behoren. Sindsdien is de stad Roemeens.